# Minefield
Minefield é o nome utilizado pela Fundação Mozilla para designar as distribuições alpha (não estáveis) do navegador Mozilla Firefox, que a partir da sua versão 3.0a3pre consegue ser usável, ainda que apresente vários bugs. Atualmente, o navegador encontra-se na versão 4.2, sua versão atual do Minefield atual é a 4.2a1pre. Substituido pelo navegador Mozilla Nightly.